# Vladislav Bogićević
Vladislav Bogićević (ur. 7 listopada 1950 w Belgradzie) – jugosłowiański piłkarz i trener, reprezentant kraju.

## Kariera piłkarska
Swoją przygodę z futbolem rozpoczął w 1965 w juniorskich drużynach Crvenej zvezdy. Do pierwszej drużyny został włączony w sezonie 1968/69. Nie wystąpił w żadnym spotkaniu tego sezonu, ale otrzymał medal za zdobycie mistrzostwa Prva liga Jugoslavije. Sezon 1969/70 spędził na wypożyczeniu w NK Maribor. W drużynie tej rozegrał 34 spotkania, po czym powrócił do Crvenej zvezdy.
Wraz z Crveną zdobył kolejne dwa mistrzostwa Jugosławii w sezonach 1972/73 i 1976/77. Oprócz tego wygrał także Puchar Jugosławii w sezonie 1970/71. Łącznie przez 10 lat gry w Crvenej wystąpił w 185 spotkaniach, w których strzelił 18 bramek.
W 1978 wyjechał do USA, gdzie został piłkarzem New York Cosmos, zespołu mającego w składzie takie sławy futbolu jak Franz Beckenbauer, Johan Neeskens, Giorgio Chinaglia. Dwa razy wygrał North American Soccer League w sezonach 1980 i 1982. Trzy razy zdobył Transatlantic Cup w latach 1980, 1983, 1984. Przez 6 lat gry w Cosmos 203 razy pojawiał się na boiskach NASL, strzelając 31 bramek. W 1984 zakończył karierę piłkarską.
| Sezon   | Klub             | Kraj              | Rozgrywki                    | Mecze | Bramki |
| ------- | ---------------- | ----------------- | ---------------------------- | ----- | ------ |
| 1968/69 | FK Crvena zvezda | Jugosławia        | Prva liga Jugoslavije        | 0     | 0      |
| 1969/70 | NK Maribor       | Jugosławia        | Prva liga Jugoslavije        | 34    | 0      |
| 1970/71 | FK Crvena zvezda | Jugosławia        | Prva liga Jugoslavije        | 30    | 0      |
| 1971/72 | FK Crvena zvezda | Jugosławia        | Prva liga Jugoslavije        | 29    | 2      |
| 1972/73 | FK Crvena zvezda | Jugosławia        | Prva liga Jugoslavije        | 32    | 1      |
| 1973/74 | FK Crvena zvezda | Jugosławia        | Prva liga Jugoslavije        | 29    | 4      |
| 1974/75 | FK Crvena zvezda | Jugosławia        | Prva liga Jugoslavije        | 0     | 0      |
| 1975/76 | FK Crvena zvezda | Jugosławia        | Prva liga Jugoslavije        | 14    | 2      |
| 1976/77 | FK Crvena zvezda | Jugosławia        | Prva liga Jugoslavije        | 34    | 7      |
| 1977/78 | FK Crvena zvezda | Jugosławia        | Prva liga Jugoslavije        | 17    | 2      |
| 1978    | New York Cosmos  | Stany Zjednoczone | North American Soccer League | 30    | 10     |
| 1979    | New York Cosmos  | Stany Zjednoczone | North American Soccer League | 25    | 1      |
| 1980    | New York Cosmos  | Stany Zjednoczone | North American Soccer League | 32    | 5      |
| 1981    | New York Cosmos  | Stany Zjednoczone | North American Soccer League | 31    | 1      |
| 1982    | New York Cosmos  | Stany Zjednoczone | North American Soccer League | 31    | 4      |
| 1983    | New York Cosmos  | Stany Zjednoczone | North American Soccer League | 30    | 7      |
| 1984    | New York Cosmos  | Stany Zjednoczone | North American Soccer League | 24    | 3      |

## Kariera reprezentacyjna
Bogićević zadebiutował w reprezentacji 9 maja 1971 w spotkaniu przeciwko NRD, zakończonym zwycięstwem Jugosławii 2:1.
W 1974 został powołany na Mistrzostwa Świata. Podczas mundialu rozgrywanego w RFN wystąpił w 5 spotkaniach z Brazylią, Zairem (bramka), Szkocją, Polską i Szwecją.
Dwa lata później znalazł się w kadrze na Euro 1976, w którym to jego drużyna zajęła 4. miejsce. Bogićević pełnił na tym turnieju rolę zawodnika rezerowego. Po raz ostatni w reprezentacji wystąpił 5 października 1977 w meczu przeciwko Węgrom, przegranym 3:4.
Łącznie w latach 1971–1977 Bogićević zagrał w 23 spotkaniach reprezentacji Jugosławii, w których strzelił 2 bramki.
| Mecze i gole w reprezentacji | Mecze i gole w reprezentacji | Mecze i gole w reprezentacji | Mecze i gole w reprezentacji | Mecze i gole w reprezentacji | Mecze i gole w reprezentacji | Mecze i gole w reprezentacji |
| #                            | Data                         | Miasto                       | Przeciwnik                   | Gol                          | Wynik                        | Rozgrywki                    |
| ---------------------------- | ---------------------------- | ---------------------------- | ---------------------------- | ---------------------------- | ---------------------------- | ---------------------------- |
| 1.                           | 09.05.1971                   | Lipsk                        | NRD                          |                              | 2:1                          | El. ME 1972                  |
| 2.                           | 20.09.1972                   | Turyn                        | Włochy                       |                              | 1:3                          | towarzyski                   |
| 3.                           | 09.05.1973                   | Monachium                    | RFN                          |                              | 1:0                          | towarzyski                   |
| 4.                           | 13.05.1973                   | Warszawa                     | Polska                       |                              | 2:2                          | towarzyski                   |
| 5.                           | 26.09.1973                   | Belgrad                      | Węgry                        |                              | 1:1                          | towarzyski                   |
| 6.                           | 21.10.1973                   | Zagrzeb                      | Hiszpania                    |                              | 0:0                          | El. MŚ 1974                  |
| 7.                           | 13.02.1974                   | Frankfurt                    | Hiszpania                    |                              | 1:0                          | El. MŚ 1974                  |
| 8.                           | 17.04.1974                   | Zenica                       | ZSRR                         |                              | 0:1                          | towarzyski                   |
| 9.                           | 05.06.1974                   | Belgrad                      | Anglia                       |                              | 2:2                          | towarzyski                   |
| 10.                          | 13.06.1974                   | Frankfurt                    | Brazylia                     |                              | 0:0                          | MŚ 1974                      |
| 11.                          | 18.06.1974                   | Gelsenkirchen                | Zair                         | Gol                          | 9:0                          | MŚ 1974                      |
| 12.                          | 22.06.1974                   | Frankfurt                    | Szkocja                      |                              | 1:1                          | MŚ 1974                      |
| 13.                          | 30.06.1974                   | Frankfurt                    | Polska                       |                              | 1:2                          | MŚ 1974                      |
| 14.                          | 03.07.1974                   | Düsseldorf                   | Szwecja                      |                              | 1:2                          | MŚ 1974                      |
| 15.                          | 31.05.1975                   | Belgrad                      | Holandia                     |                              | 0:3                          | towarzyski                   |
| 16.                          | 04.06.1975                   | Solna                        | Szwecja                      |                              | 2:1                          | El. ME 1976                  |
| 17.                          | 09.06.1975                   | Oslo                         | Norwegia                     | Gol                          | 3:1                          | El. ME 1976                  |
| 18.                          | 18.02.1976                   | Tunis                        | Tunezja                      |                              | 1:2                          | towarzyski                   |
| 19.                          | 25.09.1976                   | Rzym                         | Włochy                       |                              | 0:3                          | towarzyski                   |
| 20.                          | 10.10.1976                   | Sewilla                      | Hiszpania                    |                              | 0:1                          | El. MŚ 1978                  |
| 21.                          | 23.03.1977                   | Belgrad                      | ZSRR                         |                              | 2:4                          | towarzyski                   |
| 22.                          | 30.04.1977                   | Belgrad                      | RFN                          |                              | 1:2                          | towarzyski                   |
| 23.                          | 05.10.1977                   | Budapeszt                    | Węgry                        |                              | 3:4                          | towarzyski                   |

## Kariera trenerska
W latach 1995–1996 trenował New York Centaurs. W latach 2003–2004 trenował zespół CF Os Belenenses.

## Sukcesy
FK Crvena zvezda
- Mistrzostwo Jugosławii (3): 1968/69, 1972/73, 1976/77
- Puchar Jugosławii (1): 1970/71

New York Cosmos
- Mistrzostwo North American Soccer League (2): 1980, 1982
- Transatlantic Cup (3): 1980, 1983, 1984